# Laguna de Tirez
Laguna de Tirez är en periodisk sjö i Spanien.   Den ligger i provinsen Toledo och regionen Kastilien-La Mancha, i den centrala delen av landet, 100 km söder om huvudstaden Madrid. Laguna de Tirez ligger 648 meter över havet. Arean är 0,81 kvadratkilometer. Trakten runt Laguna de Tirez består till största delen av jordbruksmark. Den sträcker sig 1,8 kilometer i nord-sydlig riktning, och 1,1 kilometer i öst-västlig riktning.